# Mattighofen
Mattighofen osztrák város Felső-Ausztria Braunau am Inn-i járásában. 2019 januárjában 6740 lakosa volt. Mattighofenben található a KTM AG motorkerékpárgyártó cég központja.

## Elhelyezkedése

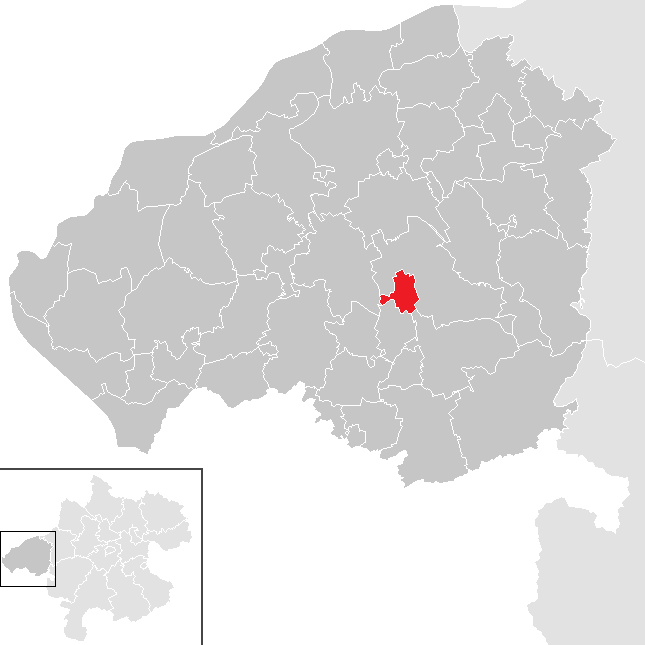
Mattighofen a Braunau am Inn-i járásban

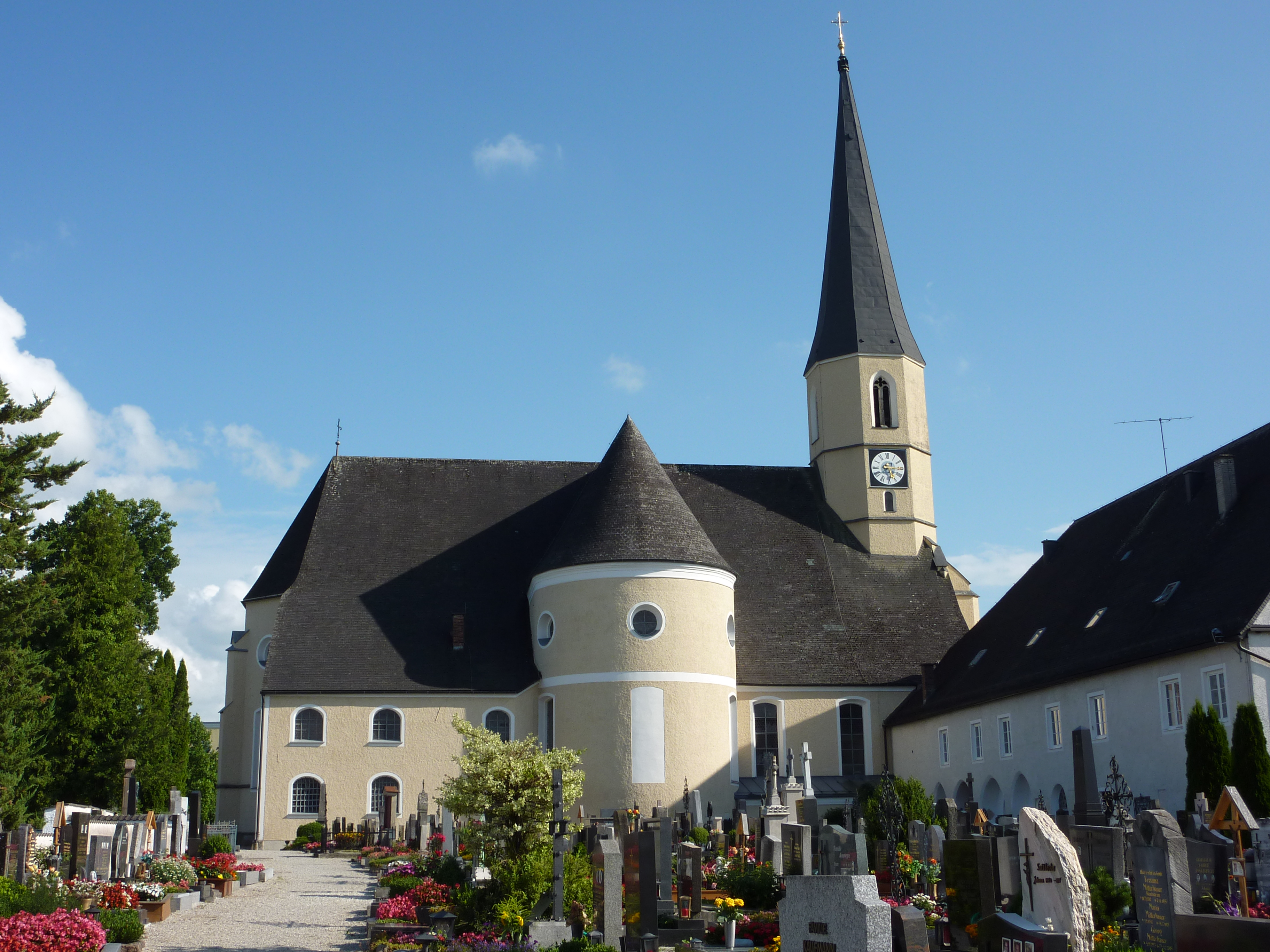
A Szűz Mária mennybevétele-plébániatemplom

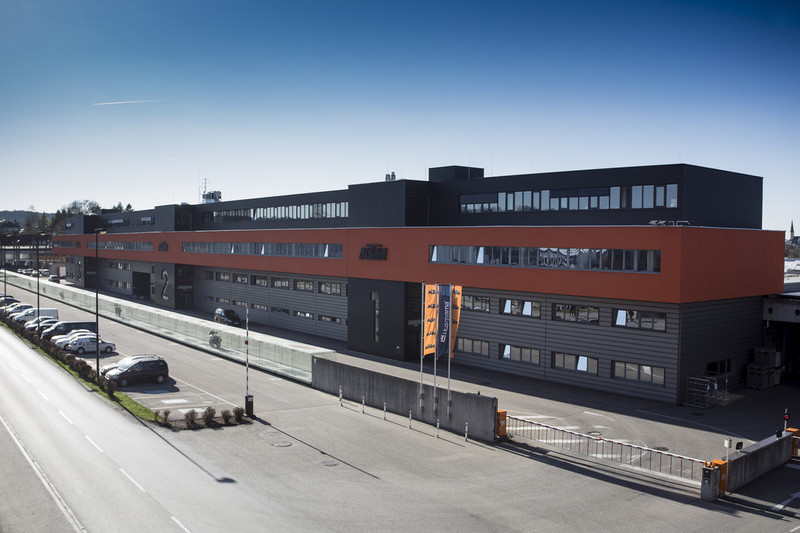
A KTM központi épülete

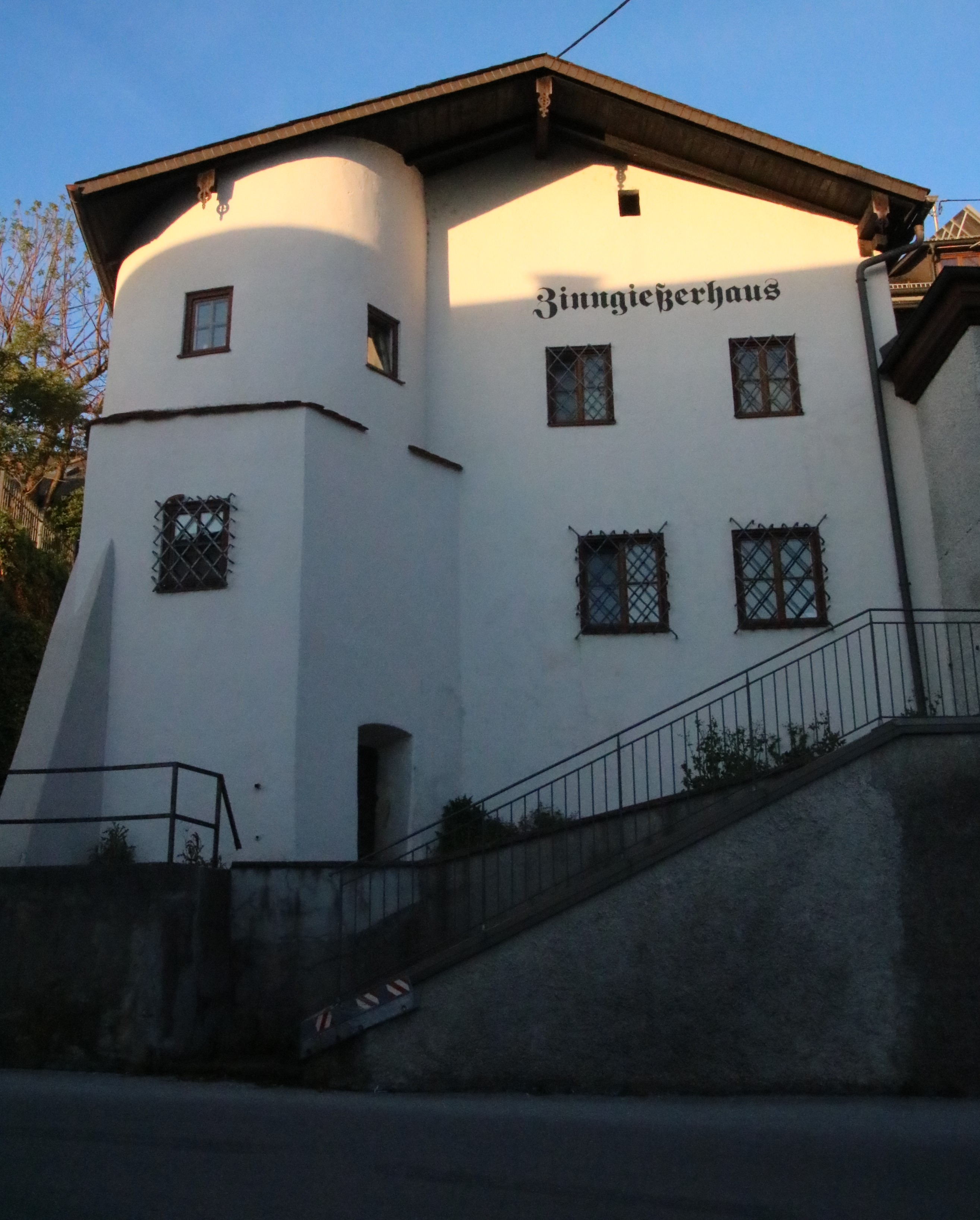
Az ún. ónöntő-ház

Mattighofen Felső-Ausztria Innviertel régiójában fekszik a Mattig folyó jobb partján. Területének 13,5%-a erdő, 50% áll mezőgazdasági művelés alatt. A településnek két városrésze van: Mattighofenen és Trattmannsberg.
A környező önkormányzatok: északkeletre Schalchen, délkeletre Munderfing, délre Pfaffstätt, északnyugatra Pischelsdorf am Engelbach.

## Története
A kora középkorban Mattighofen egyike volt az öt bajor hercegi udvarnak. 757-ben a Karolingok királyi palotát építették itt. 1007-ben a régiót (Mattiggau) a bambergi püspöknek adományozták. 1517-ben Christoph von Ortenburg vásárolta meg a kastélyt és a hozzá tartozó uradalmat. Fia, Joachim vezette be 1563-ban alsóbajorországi grófságában a reformációt; a következő évtizedekben Mattighofent is bevonta a bajor hercegekkel vívott küzdelmeibe. A gróf 1602-ben kiegyezett a herceggel, de el kellett adnia az uradalmat a Wittelsbachoknak 102 ezer guldenért.
A bajor örökösödési háborút lezáró 1779-es tescheni béke következtében az egész Innviertel (beleértve Mattighofent) Bajorországtól Ausztriához került át. A napóleoni háborúk alatt a franciákkal szövetséges bajorok rövid időre visszakapták ugyan, de Napóleon bukása után visszaállt a korábbi állapot.
1938-ban Ausztria csatlakozott a Német Birodalomhoz, Mattighofent pedig az Oberdonaui gauba sorolták be; a második világháború után visszaállították Felső-Ausztriát. 1986-ban a település városi rangot kapott. 2012-ben Mattighofen, Burghausen és Braunau volt a tartományi kiállítás helyszíne, melynek látogatossága rekordokat döntött. A kiállításnak a kastély adott otthont; az épületet ezután városházává alakították át.

## Lakosság
A mattighofeni önkormányzat területén 2019 januárjában 6740 fő élt. A lakosságszám 1869 óta gyarapodó tendenciát mutat. 2016-ban a helybeliek 70,1%-a volt osztrák állampolgár; a külföldiek közül 2,2% a régi (2004 előtti), 8,5% az új EU-tagállamokból érkezett. 16,3% a volt Jugoszlávia (Szlovénia és Horvátország nélkül) vagy Törökország, 2,8% egyéb országok polgára. 2001-ben a lakosok 69,3%-a római katolikusnak, 4,4% evangélikusnak, 9,6% ortodoxnak, 5,7% mohamedánnak, 9,2% pedig felekezeten kívülinek vallotta magát. Ugyanekkor 13 magyar élt a városban és a legnagyobb nemzetiségi csoportokat a német (82) mellett a szerbek (9,7%), a horvátok (2,4%) és a bosnyákok (1,8%) alkották.
A lakosság számának változása:

| 2016 | 6 149 |
| 2018 | 6 524 |

## Látnivalók
- az Inn-Salzach építészeti stílusú főtér
- a főtér legrégebbi épülete az ónöntő ház, amelyben a 20. század elejéig működött az üzem
- a mattighofeni kastély; parkjában mammutfenyő nő
- a Szűz Mária mennybevétele-plébániatemplom és a káptalan épülete
- a volt Vogl villa, ma zeneiskola
- a KTM motorkerékpárgyártó cég múzeuma

## Fordítás
- Ez a szócikk részben vagy egészben  a   Mattighofen című német Wikipédia-szócikk ezen változatának fordításán alapul.  Az eredeti cikk szerkesztőit annak laptörténete sorolja fel. Ez a jelzés csupán a megfogalmazás eredetét és a szerzői jogokat jelzi, nem szolgál a cikkben szereplő információk forrásmegjelöléseként.